# RIPD : Brigade fantôme
Série
RIPD 2 : Le Réveil des damnés
(2022)
Pour plus de détails, voir Fiche technique et Distribution.
RIPD : Brigade fantôme ou RIP Département au Québec (RIPD: Rest in Peace Department) est un film américain réalisé par Robert Schwentke et sorti en 2013. Il s’agit d’une adaptation du comics de Peter M. Lenkov (en).
Le film est un échec critique et commercial. Il connait malgré tout une suite sous forme de préquelle, RIPD 2 : Le Réveil des damnés (R.I.P.D. 2: Rise of the Damned en VO), dont la sortie a lieu en direct-to-video en 2022.

## Synopsis
Nick Walker, policier du Boston Police Department, est tué lors d'une intervention. Il rejoint alors la brigade fantôme de la RIPD (Rest in Peace Department), une brigade composée d'anciens policiers et hommes et femmes de loi morts. Proctor, sa supérieure, lui attribue comme coéquipier Roicephus "Roy" Pulsipher, ancien Marshal durant la conquête de l'Ouest. Leur mission est d'éliminer toutes les « crevures » se cachant encore sur Terre. Toutefois, Nick est déterminé à se venger de l'homme responsable de sa mort : son ancien partenaire Bobby Hayes.

## Fiche technique
- Titre original : RIPD: Rest In Peace Department
- Titre français : RIPD : Brigade fantôme
- Titre québécois : RIP Département
- Réalisation : Robert Schwentke
- Scénario : Phil Hay et Matt Manfredi, d'après l'histoire du comic-book de Peter M. Lenkov (en)
- Musique : Christophe Beck
- Direction artistique : Priscilla Elliott ; David Scott (superviseur)
- Décors : Alec Hammond
- Costumes : Susan Lyall
- Photographie : Alwin H. Kuchler
- Montage : Mark Helfrich
- Production : Michael Fottrell, Neal H. Moritz et Mike Richardson
  - Production exécutive : David Dobkin, Keith Goldberg, Peter M. Lenkov, Ori Marmur et Jonathan Komack Martin
- Sociétés de production : Dark Horse Entertainment, Original Film, RSIG Security et Universal Pictures
- Société de distribution : Universal Pictures
- Budget : 130 millions de dollars[4]
- Pays de production :  États-Unis
- Langue originale : anglais
- Format : couleur - 35 mm - 2,35:1 - son DTS, Dolby Digital
- Genre : science-fiction, comédie policière, action, fantastique, buddy movie
- Durée : 96 minutes
- Date de sortie :
  - Islande : 17 juillet 2013[5]
  - États-Unis, Québec : 19 juillet 2013[5]
  - Belgique, France : 31 juillet 2013[5]

Source : IMDb

## Distribution
Note : Les acteurs sont présentés selon l'ordre du générique de fin.
- Jeff Bridges (VF : Patrick Floersheim ; VQ : Guy Nadon) : Roicephus "Roy" Pulsipher
- Ryan Reynolds (VF : Franck Lorrain ; VQ : François Godin) : Nick Walker
- Kevin Bacon (VF : Philippe Vincent ; VQ : Benoit Rousseau) : Bobby Hayes
- Mary-Louise Parker (VF : Vanina Pradier ; VQ : Hélène Mondoux) : Proctor
- Stephanie Szostak (VF : Élisabeth Ventura ; VQ : Mélanie Laberge) : Julia
- James Hong (VF : Achille Orsoni) : grand-père Chen et avatar de Nick
- Marisa Miller (VF : Dominique Westberg) : Opal Pavlenko et avatar de Roy
- Robert Knepper (VF : Christian Visine) : Nawlicki
- Mike O'Malley (VF : Xavier Fagnon) : Elliot
- Devin Ratray (VF : Gilles Morvan ; VQ : Louis-Philippe Dandenault) : Pulaski
- Larry Joe Campbell (VF : Jean-Claude Sachot) : l'officier Murphy
- Piper Mackenzie Harris (en) : la fille en tenue de scout, nouvel avatar de Nick
- Tobias Segal (en) : Clement Perkins
- Lonnie Farmer : le médecin, avatar de Proctor

Source et légende : Version française (VF) sur RS Doublage et sur AlloDoublage ; Version québécoise (VQ) sur Doublage.qc.ca

## Production

### Attribution des rôles
Le 2 avril 2010, l'acteur Ryan Reynolds a obtenu le rôle principal du film.
À l'origine, le rôle de Roy Pulsipher devait être interprété par l'acteur Zach Galifianakis mais en raison d'un emploi du temps surchargé, celui-ci a dû abandonner le projet,. C'est Jeff Bridges qui a été choisi pour le remplacer.
Initialement, le rôle de Proctor devait être interprété par Jodie Foster mais elle a été remplacée par Mary Louise Parker.
L'acteur Kevin Bacon a été annoncé au casting pour interpréter le rôle de l'ennemi s'opposant à Ryan Reynolds et Jeff Bridges.
En août 2011, les acteurs James Hong et Mike O'Malley ont été choisis pour rejoindre le casting.

### Tournage
Le tournage se déroule à Boston et Raynham dans le Massachusetts ainsi qu'à Providence dans le Rhode Island, aux États-Unis entre le 6 septembre 2011 et le 25 janvier 2012.

## Accueil

### Accueil critique
Sur Metacritic, RIPD : Brigade fantôme a obtenu le « metascore » de 25⁄100 basé sur 27 critiques et 4,6/10 par 246 utilisateurs.
Selon Rotten Tomatoes, le film a reçu 12 % de critiques positives, avec une note moyenne de 3,7⁄10, basée sur 105 critiques.
Sur Allociné, il a reçu la note moyenne de 1,8⁄5 basée sur 4 critiques de presse et une moyenne de 2,4⁄5 basé sur les critiques des spectateurs.
Sur IMDb, il détient une note moyenne de 5,6/10 obtenue sur 6 248 avis d'utilisateurs.

### Box-office
Le film est un des plus gros échecs au box-office.
Aux États-Unis et Canada, le film a obtenu 32 156 530 de dollars de recettes au 14 août 2013 (et 24 millions de dollars pour l'intégralité des sorties internationales, soit un total de 56 156 530 de dollars de recette finale).
En France, le film a effectué 271 337 entrées pour 1 735 438 de dollars de recettes au 11 août 2013.
En Belgique, le film a réalisé 567 273 de dollars de recettes au 11 août 2013.
En novembre 2013, le magazine américain Forbes a établi la liste des plus gros flops cinématographiques de 2013. RIPD est classé 9e, avec 78 324 220 dollars de recettes pour un budget de 130 millions de dollars, soit une rentabilité de seulement 60 %.

## Autour du film
Le 16 juillet 2013, Adult Swim (chaîne de YouTube) a diffusé un court-métrage d'animation, considéré comme un prequel du film et produit par le studio Titmouse, Inc., avec les voix originales de Ryan Reynolds et Jeff Bridges.
Un jeu vidéo basé sur le film, intitulé RIPD: The Game, est aussi sorti le 16 juillet 2013 sur Microsoft Windows, PlayStation 3 et Xbox 360. Le jeu est un mode coopératif de tir en vue à la troisième personne en mode de survie. Il a été développé par la société Old School Games et le gameplay est basé sur leur jeu précédent, God Mode. Le jeu, R.I.P.D. The Game, a reçu des critiques négatives.

## Suite
En août 2022, il est annoncé qu'un préquelle, RIPD 2 : Le Réveil des damnés, a été tourné et produit par Universal Home Entertainment. Le film sortira en Direct-to-video le 15 novembre 2022.